# Samuel Musgrave
Samuel Musgrave, FRS (Washfield, 29 settembre 1732 – Londra, 5 luglio 1780), è stato un filologo classico e medico inglese.

## Biografia
Nacque a Washfield, in Devon, figlio di Richard Musgrave. Si immatricolò al Queen's College di Oxford nel 1749 e si laureò in B.A. al Corpus Christi College nel 1754. Fu eletto a una borsa di studio Radcliffe per viaggi di ricerca presso il University College.
Musgrave trascorse circa un decennio all'estero. Quando fu firmato il Trattato di Parigi (1763), risiedeva a Parigi. Qui sviluppò la teoria secondo cui i rappresentanti britannici avrebbero tradito il proprio paese vendendosi ai francesi, permettendo così la stipula di un trattato sfavorevole agli interessi britannici. Al suo ritorno in Inghilterra nel 1765, portò questa teoria all'attenzione di Lord Halifax e dello Speaker della Camera dei comuni. Nel 1766 si stabilì a Exeter, ma si trasferì poi a Plymouth per migliorare le sue prospettive di carriera.
Nel tentativo di dare credito alla sua teoria sul trattato, Musgrave pubblicò nel 1769 un opuscolo sotto forma di discorso rivolto agli abitanti del Devon, accusando alcuni membri del governo britannico di essere stati corrotti dal governo francese. Un ulteriore pamphlet coinvolse Charles d'Eon de Beaumont, ministro plenipotenziario francese in Inghilterra. Ne seguì una controversia, e nel 1770 la Camera dei comuni stabilì che le accuse di Musgrave erano infondate.
Successivamente, Musgrave si mantenne a Londra scrivendo, fino alla sua morte in condizioni economiche precarie. Scrisse diverse opere mediche e la sua edizione di Euripide (1778) fu considerata un progresso rispetto a quella di Joshua Barnes.